# District de Cheongyang
Le district de Cheongyang est un district de la province du Chungcheong du Sud, en Corée du Sud. 

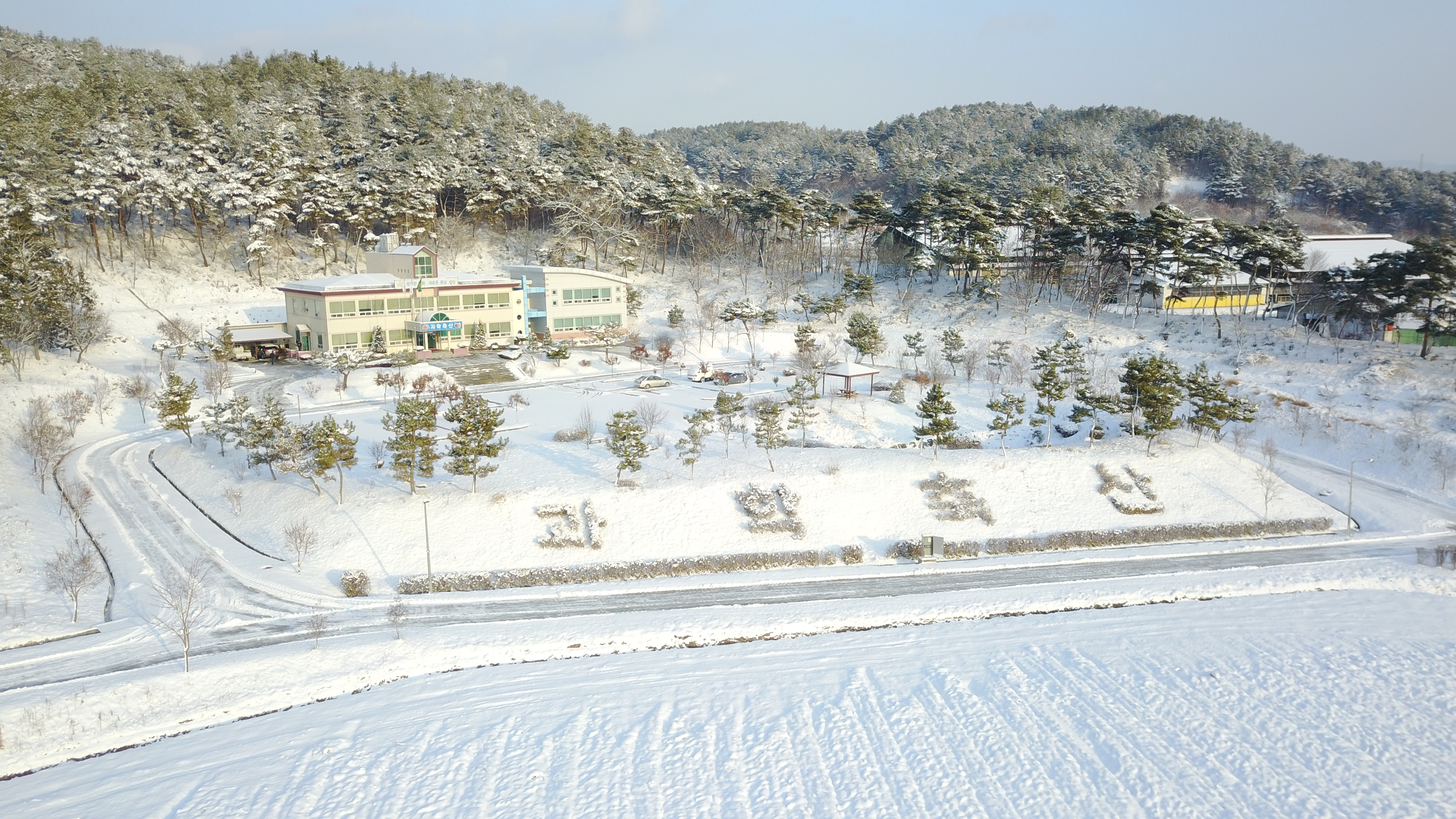
Institut de recherche sur l'élevage de Chungnam

Hwang Chol (1912-1961), un acteur de théâtre, est né à cet endroit.